# Гергана Паси
Гергана Христова Паси (Грънчарова) е български политик, министър по европейските въпроси в правителството на Сергей Станишев.
Гергана Паси е родена на 14 юни 1973 г. в Пловдив. Има сестра близначка – Михаела Калайджиева. Завършва английската езикова гимназия „Георги Кирков“ в родния си град и специалност „Право“ в Софийския университет „Св. Климент Охридски“.
През 2001 г. е избрана за депутат в XXXIX народно събрание от листата на Национално движение „Симеон Втори“ (НДСВ). Назначена е от 27 април 2004 г. за заместник-министър на външните работи в правителството на Симеон Сакскобургготски. През 2005 г. е избрана за депутат в XL народно събрание, отново от листата на НДСВ, а на 2 септември 2005 г. повторно е назначена за заместник-министър на външните работи но в правителството на Сергей Станишев.
На 16 март 2007 г. е избрана за министър по европейските въпроси на мястото на Меглена Кунева, която поема поста европейски комисар по защитата на потребителите.
Владее английски и руски език.

## Семейство
Гергана Паси има два брака. Първият ѝ брак е с Петър Грънчаров, имат една дъщеря – Катерина Грънчарова.
Втори брак сключва със Соломон Паси на 14 февруари 2009 г. в село Стойките, с когото имат две деца.